# Miclești (Vaslui)
Micleşti è un comune della Romania di 2 951 abitanti, ubicato nel distretto di Vaslui, nella regione storica della Moldavia. 
Il comune è formato dall'unione di 3 villaggi: Chircești, Miclești, Popești.